# Potentilla squalida
Potentilla squalida es una especie de planta del género Potentilla, perteneciente a la familia Rosaceae.

## Taxonomía
Potentilla squalida fue descrita por Jiří Soják en 2006.

## Distribución
Se encuentra en el territorio del Tíbet.